# Passaggio agli Inferi
Il Passaggio agli Inferi è un dipinto a olio su tavola (64x103 cm) di Joachim Patinir, databile al 1515-1524 circa e conservato nel Museo del Prado di Madrid.

## Descrizione e stile
L'opera è una delle poche sicuramente attribuibili all'artista fiammingo, nonché uno dei migliori esempi della sua nuova sensibilità al paesaggio, che arriva a dominare la scena relegando in secondo piano il soggetto religioso, quasi ormai un puro pretesto. Al centro un piccolo Caronte sta attraversando un fiume infernale, lo Stige, per portare un'anima malvagia nel Tartaro. A sinistra un angelo appare più volte vicino a un'anima, simboleggiando il difficile cammino verso la salvezza, mentre a destra si vede la città infernale in fiamme, il cui ingresso è sorvegliato da Cerbero, il cane a tre teste. La rappresentazione fantastica del paradiso a sinistra, con la sua architettura di vetro nel lontano sfondo, e quella dell'inferno rimandano con evidenza a Hieronymus Bosch.
La scena è però soprattutto dominata dall'ampia veduta paesistica, riprodotta a volo d'uccello e con un punto di vista lontano, che fa apparire immenso l'orizzonte. Tipico è il ricorso ai densi toni blu e verde, che compongono un lirico paesaggio accordato con acuta sensibilità nonostante i voluti contrasti interni. La parte sinistra è infatti serena e placida, il centro è pausato dall'ampio bacino del fiume, dalle sapienti variazioni cromatiche, e quella destra è intonata all'inquietante visione infernale, con toni cupi e dettagli grotteschi.
Elementi fantastici e reali appaiono così fusi e la stessa natura mostra qua e là accenti inquietanti e bizzarri.